# Bryan Ferry
Bryan Ferry, CBE, född 26 september 1945 i Washington, County Durham (nuvarande Tyne and Wear), är en brittisk musiker, låtskrivare och sångare.
Ferry grundade det avantgardistiska glamrockbandet Roxy Music 1970 och gjorde sig känd som gruppens frontfigur och mest framträdande låtskrivare. Parallellt med framgångarna med Roxy Music, samt fortsättningsvis efter bandets splittring 1983, har Ferry haft en lyckosam karriär som soloartist. Ferrys distinkta sångröst har tillsammans med hans modemedvetenhet influerat efterkommande generationer av musiker vad gäller både musikstil och utseende.

## Biografi

### Karriär

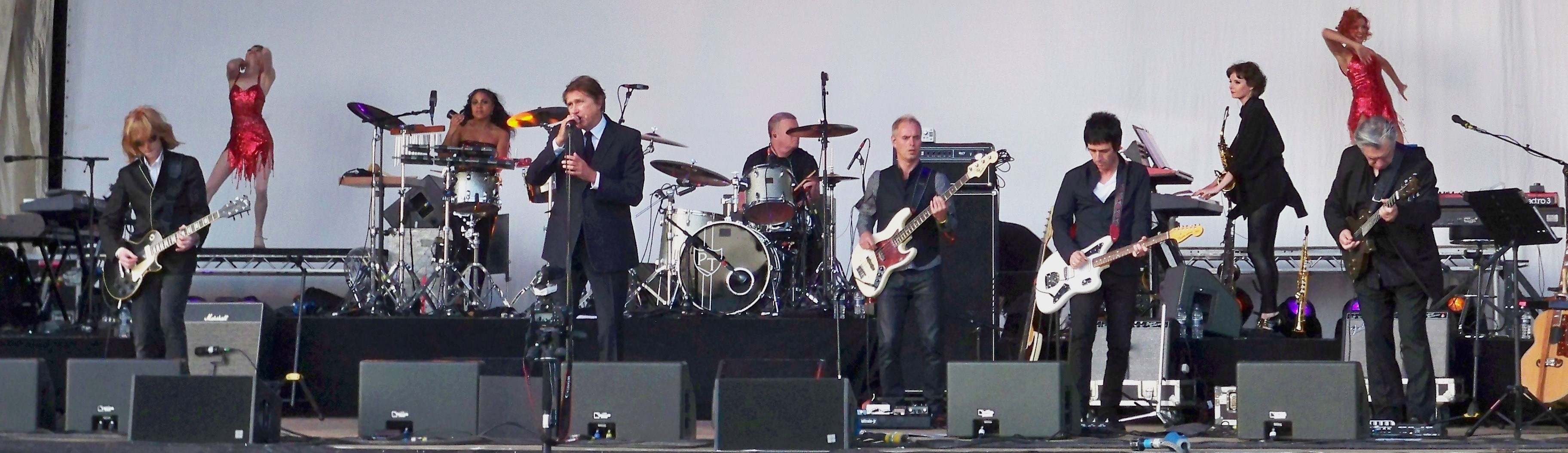
Ferry uppträder live på GuilFest i Guildford, 2012, ackompanjerad av Johnny Marr från the Smiths och Chris Spedding

1963 blev Ferry blev sångare i en popgrupp vid namn The Banshees. Mellan 1964 och 1968 studerade Ferry konst vid Newcastle University. Han bildade bandet The Gas Board tillsammans med åtta studiekamrater från universitetet; däribland Graham Simpson, Roxy Musics ursprunglige basist, och John Porter, som spelade bas på Roxy Musics andra album For Your Pleasure och dessutom producerade ett flertal av Roxy Musics senare album.
Bryan Ferry är känd som Roxy Musics frontman, men också som framgångsrik soloartist sedan tidigt 1970-tal. I sin solokarriär har Ferry varvat egenskrivet material med tolkningar av bland annat jazzstandards, evergreens och Bob Dylan-låtar. Under Roxy Musics pausår 1976–1979 och efter bandets splittring 1983 har Ferry valt att fokusera på solokarriären. Av hans alla soloalbum har Boys and Girls (1985) nått störst kommersiell framgång. I juli 1985 var Ferry en av de artister som gjorde ett framförande på Live Aid på Wembley Stadium i London. 
Roxy Music återförenades 2001 för en turné, men släppte inget nytt material. 2011 var senaste gången gruppen turnerade tillsammans. 
Ferrys suggestiva och personliga sångröst har tillsammans med hans modemedvetenhet bildat skola för flera efterkommande band inom new wave på 1980-talet. Under 2000-talet har Ferry varit en flitig gästartist hos olika artister, såsom Marianne Faithfull, Groove Armada, Blur och James Blunt. 2019 blev Ferry invald till Rock and Roll Hall of Fame som en medlem av Roxy Music.
Ferry har bidragit med låtarna Is Your Love Strong Enough? (1985) till Ridley Scotts film Legenden - mörkrets härskare och Help Me (1986) till David Cronenbergs Flugan. 1996 spelade han även in låten Dance With Life till soundtracket till filmen Fenomen. Sex av låtarna från Ferrys album Bitter-Sweet förekommer i soundtracket till TV-serien Babylon Berlin från 2017. Ferry medverkade själv i en scen i serien. Han hade även en mindre roll i filmen Breakfast on Pluto från 2005. 

### Privatliv
Ferry hade ett förhållande med fotomodellen Jerry Hall mellan 1975 och 1977. Paret träffades när Hall poserade för omslaget till Roxy Musics femte album Siren. Hon medverkar även i musikvideorna till Ferrys solohits Let's Stick Together och The Price of Love. Hall lämnade sedermera Ferry för Mick Jagger. 1982 gifte sig Ferry med fotomodellen Lucy Helmore, som syns på omslaget till Roxy Musics sista studioalbum Avalon. De har barnen Otis, Isaac, Tara och Merlin tillsammans. Ferry och Helmore gick skilda vägar 2003. 2012 gifte sig Ferry med PR-konsulten Amanda Sheppard. Paret skilde sig 2014.

## Filmografi
- Petit déjeuner compris (1980; avsnitt 4 av en fransk TV-miniserie av 6)
- The Porter (2004)
- Breakfast on Pluto (2005)
- Babylon Berlin (2017)

## Diskografi
Soloalbum
- These Foolish Things (1973)

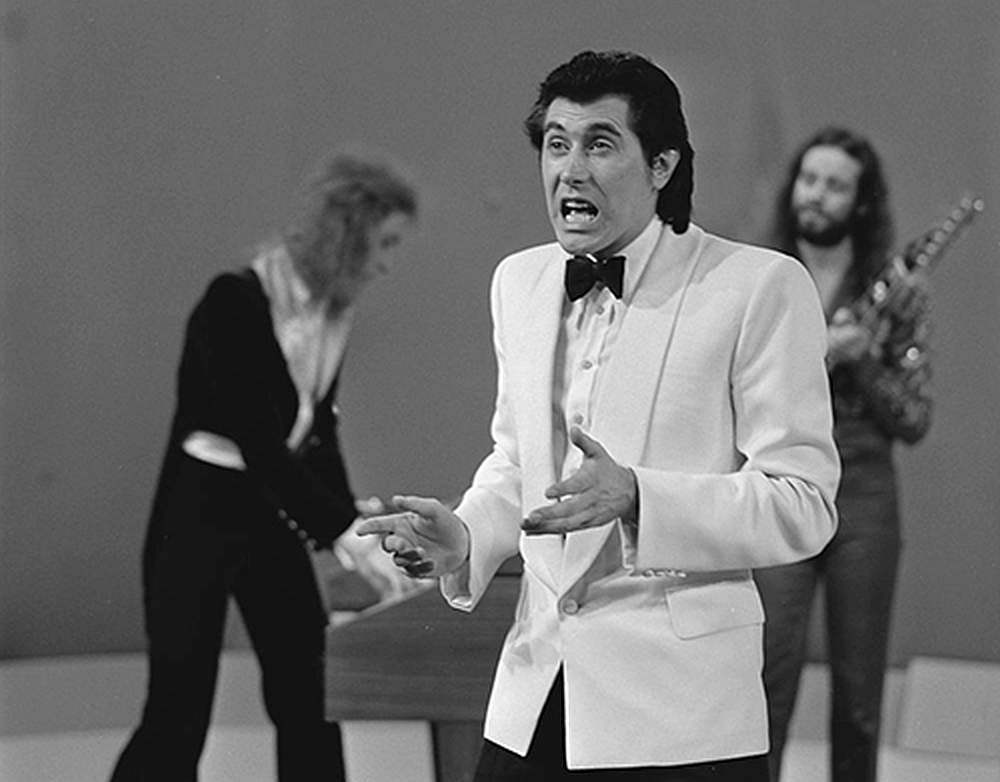
Bryan Ferry med Roxy Music på holländsk tv 1973

- Another Time, Another Place (1974)
- Let's Stick Together (1976)
- In Your Mind (1977)
- The Bride Stripped Bare (1978)
- Boys and Girls (1985)
- Bête Noire (1987)
- Taxi (1993)
- Mamouna (1994)
- As Time Goes By (1999)
- Frantic (2002)
- Dylanesque (2007)
- Olympia (2010)
- The Jazz Age (2012)
- Avonmore (2014)
- Bitter-Sweet (2018)
- Loose Talk (2025)